# Hypoplectrus floridae
Hypoplectrus floridae, tên thường gọi là cá mú sọc Florida, là một loài cá biển thuộc chi Hypoplectrus trong họ Cá mú. Loài này được mô tả lần đầu tiên vào năm 2012.

## Phân bố và môi trường sống
H. floridae có phạm vi phân bố ở Tây Bắc Đại Tây Dương. Loài cá này chỉ được tìm thấy tại 2 vị trí: xung quanh bang Florida và ngoài khơi bang Louisiana, phía tây đến Galveston, Texas (Hoa Kỳ). H. floridae sống xung quanh các rạn san hô ở độ sâu khoảng từ 3 đến 20 m.

## Mô tả
Mẫu vật có chiều dài cơ thể lớn nhất ở H. floridae với kích thước được ghi nhận là 10 cm. Cơ thể và đầu có màu nâu nhạt. Đầu có nhiều đốm xanh ở hai bên mõm và các đường sọc màu xanh lam quanh mắt. Có các dải màu nâu sẫm đến đỏ nâu trên đầu và thân. Gốc vây đuôi có một cặp đốm tròn màu sẫm. Vây bụng màu nâu sẫm, đỏ nâu hoặc vàng nâu có rìa ngoài màu xanh lam. Các vây còn lại trong suốt.
Số gai ở vây lưng: 10; Số tia vây mềm ở vây lưng: 14; Số gai ở vây hậu môn: 3; Số tia vây mềm ở vây hậu môn: 7; Số gai ở vây bụng: 1; Số tia vây mềm ở vây bụng: 5; Số tia vây mềm ở vây ngực: 13; Số vảy đường bên: 52; Số lược mang: 16 - 21.
Loài này được đánh bắt nhằm mục đích buôn bán cá cảnh.